# Kruppin
Kruppin är en typ av nickelstål framställt vid Kruppverken i Essen med hög nickelhalt, stort elektriskt ledningsmotstånd och liten värmeutvidgningskoefficient.